# Tribonium elegans
Tribonium elegans är en kackerlacksart som först beskrevs av Brunner von Wattenwyl 1865.  Tribonium elegans ingår i släktet Tribonium och familjen jättekackerlackor. Inga underarter finns listade i Catalogue of Life.